# Cornichons du Spreewald
Les cornichons du Spreewald (en allemand « Spreewälder Gurken » ou « Spreewaldgurken ») sont une spécialité culinaire du Brandebourg à base de cornichons, protégée par l'Union européenne en tant qu'indication géographique protégée depuis 1999.

## Spécificités

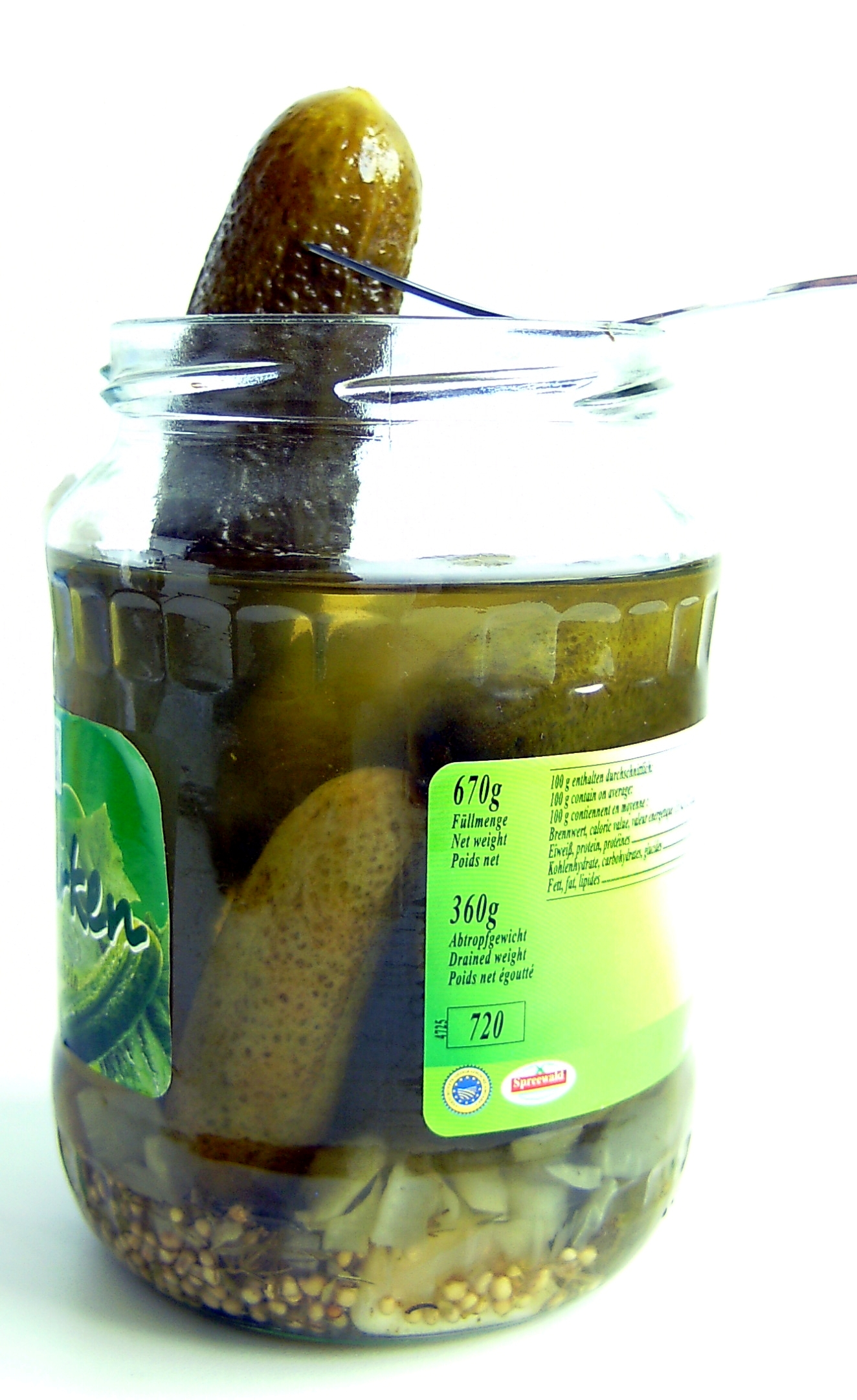
Cornichons du Spreewald à l'ail.

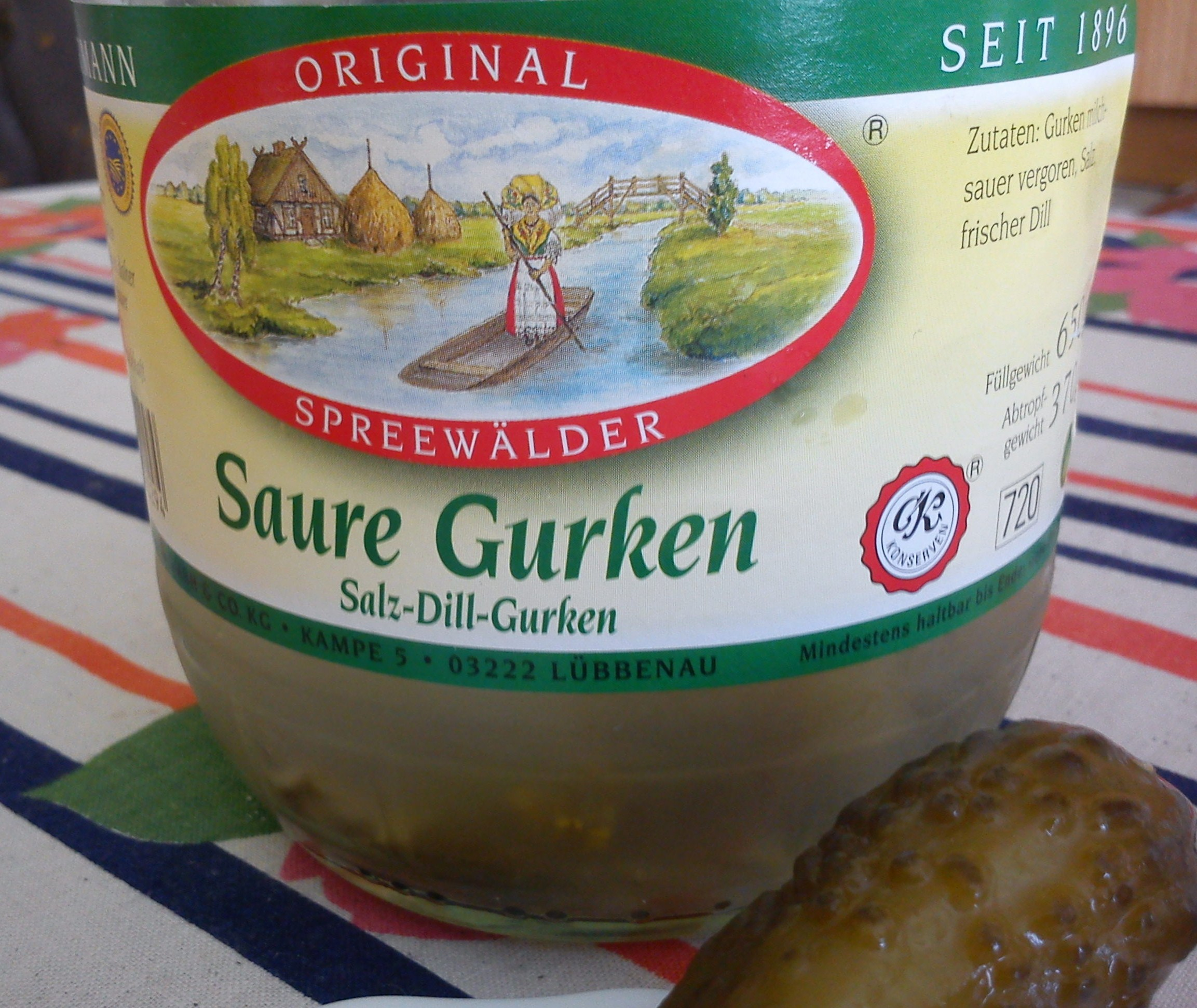
Cornichons du Spreewald au sel.

Dans les années 1870, l'écrivain Theodor Fontane, célébrant le charme du Brandebourg provincial, déclarait déjà que le Spreewaldgurke était l'un des produits les plus remarquables et raffinés de la région du Spreewald. Si le secret du goût unique des cornichons du Spreewald est resté inconnu (de Theodor Fontane lui-même), la terre noire et riche en humus et le climat humide de la région spreewaldoise contribuent au bon développement des plants de cornichons. 
Les connaisseurs lui reconnaissent un goût délicat, obtenu principalement par un processus de transformation spécifique. Après la récolte, les cornichons, dont la taille se situe entre 6 et 15 cm, sont lavés puis triés à la main, assaisonnés avec des herbes aromatiques, des oignons, du vinaigre, puis adoucis avec du sucre.
Autrefois, la fermentation en larges barriques réclamait plusieurs semaines, mais elle est aujourd'hui achevée en une seule journée, que ce soit pour les cornichons à la moutarde (Senfgurke), marinés aux légumes et au vinaigre (Gewürzgurke), ou encore salés (Salzgurke)[réf. nécessaire].  Si le basilic, la mélisse, les feuilles de vigne, de cerisier ou encore de noyer, sont connus pour faire partie des aromates dans lesquels baignent les cornichons, la liste exacte des ingrédients demeure un secret bien gardé par la vingtaine de récoltants de la région.

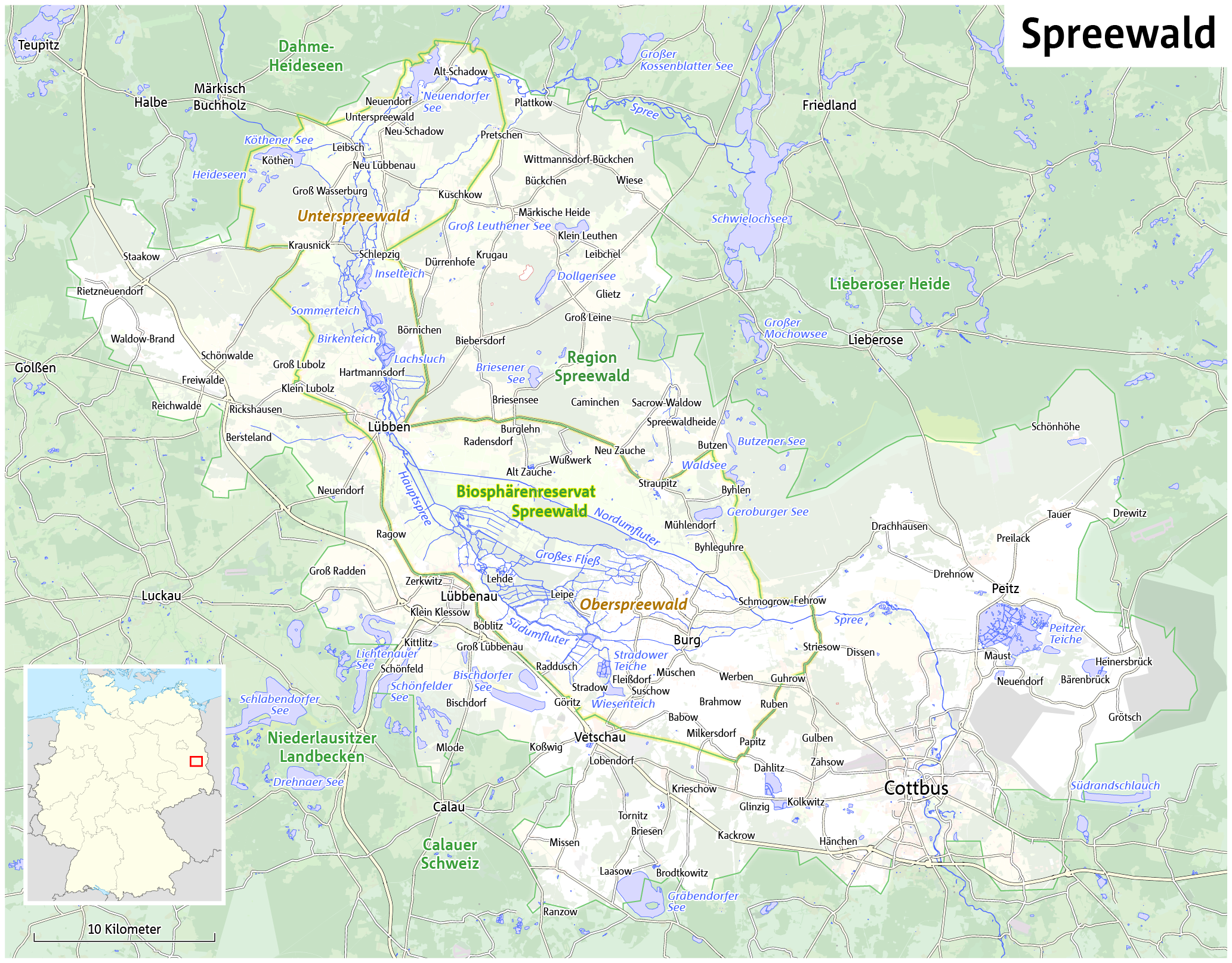
Carte de la région du Spreewald (sud-est de Berlin), lieu de production des cornichons.

Les champs de cornichons sont répartis dans tout le Spreewald, mais la plupart se trouvent au sein de la réserve de biosphère Biosphärenreservat Spreewald, zone protégée depuis 1990. Six cent soixante-dix hectares sont cultivés entre les communes de Vetschau/Spreewald, Lübbenau, Schlepzig et Lübben, dont 27 hectares qui sont réservés à une production bio. La production annuelle s'est élevée en 2013 à 35 000 tonnes. 
Le marché aux cornichons de Lübbenau (Lübbenauer Gurkenmarkt) propose toutes les différentes spécialités de cornichons de la région, c'est aussi le théâtre de la fête du Spreewald (Spreewald- und Schützenfest) chaque premier week-end de juillet.

## Produit symbolique de l'Allemagne de l'Est
Après la réunification allemande en 1990, les cornichons du Spreewald furent l'un des rares produits de l'Allemagne de l'Est dont la production et la commercialisation se sont poursuivies sans interruption. Ils sont également associés à l'ostalgie depuis le film Good Bye, Lenin! de Wolfgang Becker (2003), dont le personnage principal (Daniel Brühl) a de grandes difficultés pour trouver dans le Berlin réunifié des cornichons du Spreewald pour sa mère malade (Katrin Saß), symbole fort d'un monde est-allemand idéalisé.